# Рясовский, Василий Григорьевич
Василий Григорьевич Рясовский (1830—1904) — чиновник по особым поручениям при министре финансов, действительный статский советник.

## Биография
Родился 29 ноября (11 декабря) 1830 года в Москве в семье доктора медицины и адъюнкта Московского университета Г. А. Рясовского. Был крещён в Вознесенской церкви Никитского Сорока на Царицынской улице. Восприемниками были отставной капитан Василий Семёнович Шапилов (отец матери) и дворянка Анна Алексеевна Сенявина.
В 1847 году из пансиона Эннеса поступил на 2-е (физико-математическое) отделение философского факультета Московского университета, которое окончил кандидатом в 1851 году.
В январе 1877 года был произведён в действительные статские советники. Служил в департаменте таможенных сборов Министерства финансов и внешней торговли, с 1879 — помощник управляющего, затем — управляющий петербургской портовой таможни, с 1885 года — чиновник по особым поручениям при министре финансов.
Детей не имел и в 1888 году передал фамилию и родовой герб Рясовских Владимиру Викторовичу Тимофееву, старшему сыну своей сестры Елизаветы, — так появилась двойная фамилия Тимофеев-Рясовский, которая трансформировалась для их сына в Тимофеев-Ресовский.
В 1897 году вышел в отставку. В последние годы жизни много занимался благотворительной деятельностью.
Были напечатаны его две работы о таможенных тарифах, в их числе: «Таблицы исчисления пошлины по русскому таможенному тарифу» (СПб.: тип. Киршбаума, 1888. — 262 с.).
Умер в Санкт-Петербурге 11 (24) марта 1904 года «от простуды во время хлопот о лотереях в пользу „Дома трудолюбия“, созданного его усилиями». Был похоронен на Ваганьковском кладбище; могила утрачена.

## Награды
российские
- орден Св. Станислава 2-й ст. с императорской короной (1866)
- орден Св. Анны 2-й ст. с императорской короной (1871)
- орден Св. Владимира 3-й ст. (1875)

иностранные
- шведский Орден Вазы 2-го класса (1875)
- персидский орден Льва и Солнца 2-й ст. (1877)

В 1873 году он получил золотую табакерку от королевы Великобритании.